# 上村彥之丞

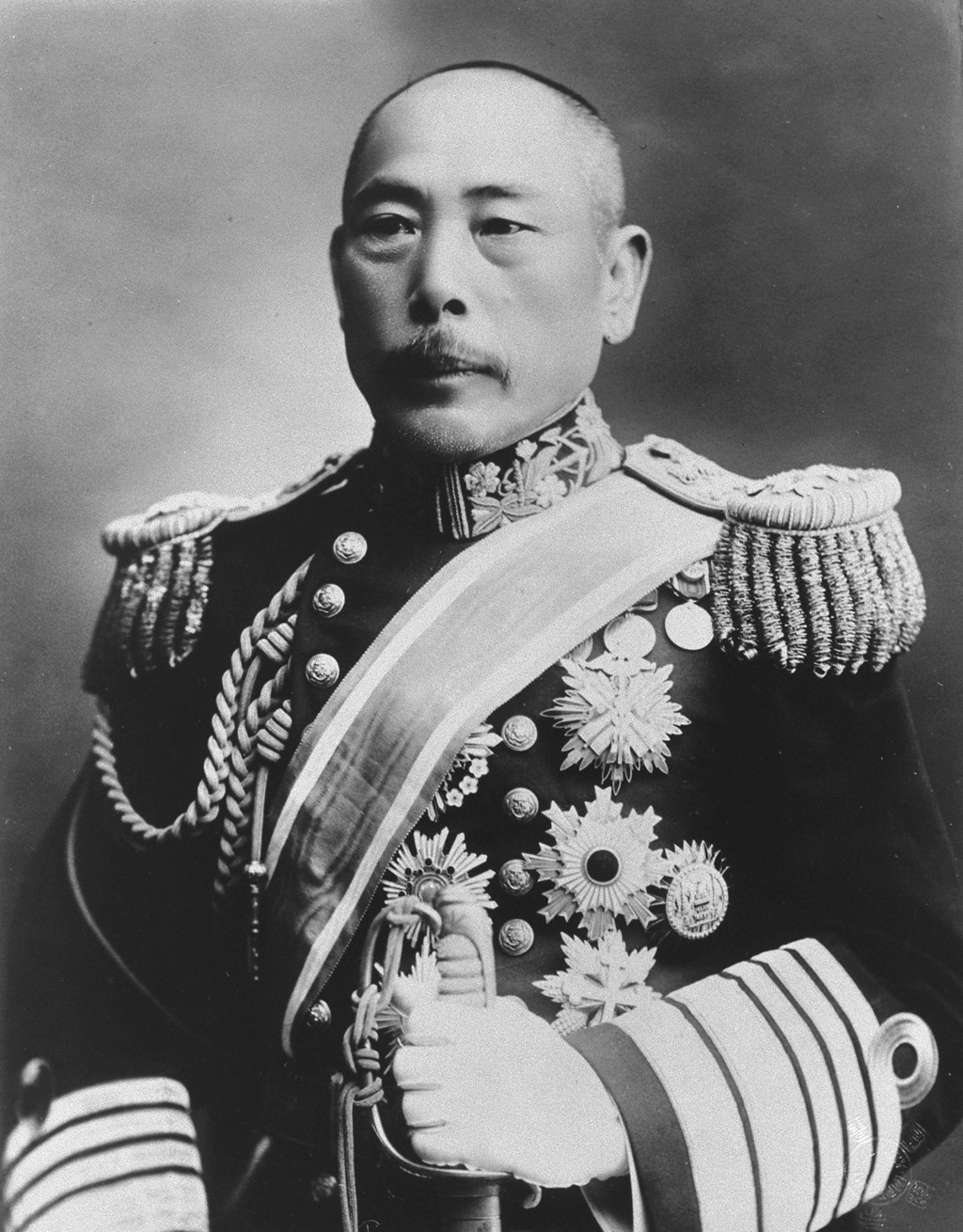
上村彥之丞

上村彥之丞（日语：上村彦之丞，かみむら ひこのじょう，1849年6月20日—1916年8月8日），日俄戰爭的對馬海峽海戰時任海軍中將兼第二艦隊司令官，執行參謀秋山真之的T字戰法時靈活變通，直接促成勝局，惟日本軍方一直隱瞞事實，以維持聯合艦隊總司令東鄉平八郎的形象。最終軍階海軍大將。

## 對馬海戰
秋山真之的T字戰法就是在迎擊敵艦時突然轉為橫向，敵我雙方陣列成「T」形，攔腰截住敵艦而大幅收窄敵艦砲擊角度的戰略。
帝俄波羅的海艦隊第三主力艦博羅季諾號（Borodino）識破了日軍策略，「先左後右」兩度轉舵逃走，在第一次轉舵向左時，雙方形成相反方向的平行線，從而破解了T字戰法，日本第一艦隊總司令東鄉平八郎下令向外掉頭倒追，博羅季諾號見狀，立即轉舵逃向右，日軍第一艦隊就此被擺脫，尚未掉頭的第二艦隊司令上村彥之丞靈活變通，命令第二艦隊直線追逐敵艦，成功攔截，令帝俄「擺脫日本海軍糾纏，從速趕去海參崴軍港」任務失敗。對馬海戰讓日軍維持了旅順會戰之後的勝果。

## 蔚山海戰的武士道精神
日俄戰爭的蔚山海戰，敵艦為免被俘而自沉，日軍第二艦隊救起627人，在場觀戰的外國軍事記者大為讚譽上村彥之丞的人道主義精神，日本國內亦稱讚他的武士道精神。

## 流行文化
- 電視劇坂上之雲